# Střihov
Střihov (deutsch Strihow) ist ein Ortsteil der Gemeinde Sloveč in Tschechien. Er liegt sechs Kilometer nordöstlich von Městec Králové und gehört zum Okres Nymburk.

## Geographie
Střihov befindet sich im Quellgebiet des Baches Střihovský potok in den Ausläufern der Jičínská pahorkatina.  Nordöstlich erstreckt sich das Waldgebiet des Skochovický und Osecký les, in dem sich der Hügel "Na pískách" (291 m) erhebt. Südlich erhebt sich der Kamenec (263 m). Nördlich des Dorfes liegt die Wüstung Mezilesí.
Nachbarorte sind Žantov im Nordosten, Skochovice im Osten, Lužec nad Cidlinou im Südosten, Vlkov nad Lesy im Süden, Běruničky und Nový im Südwesten, Sloveč im Westen sowie Nový Dvůr und Kamilov im Nordwesten.

## Geschichte
Die erste schriftliche Erwähnung des der Gräfin Marie von Waldstein auf Dymokury gehörigen Wirtschaftshofes Střihóv Dvór erfolgte im Jahre 1571. Um den Hof befanden sich mehrere Teiche, von denen die meisten im 18. Jahrhundert trockengelegt wurden.
Nach der Aufhebung der Patrimonialherrschaften bildete Střihov ab 1850 eine Gemeinde im Bezirk Poděbrady. 1858 eröffnete eine zweiklassige Dorfschule, die 1887 auf dem Gelände des Dorfteiches auf dem Dorfplatz ein neues Gebäude erhielt. Mit Beginn des Jahres 1961 wurde Střihov nach Sloveč eingemeindet und zugleich dem Okres Nymburk zugeordnet.
In den 1970er Jahren wurden unweit des Dorfes durch das Polabský muzeum die Reste einer hochmittelalterlichen Ansiedlung ausgegraben. 1991 hatte der Ort 134 Einwohner. Im Jahre 2001 bestand das Dorf aus 87 Wohnhäusern, in denen 123 Menschen lebten.

## Sehenswürdigkeiten
- Friedhofskapelle der Sieben Schmerzen der Jungfrau Maria, der neogotische Bau mit Glockentürmchen befindet sich am südlichen Ortsrand an der Straße von Městec Králové nach Nový Bydžov. Er wurde 1908 um eine barocke Pieta aus dem Jahre 1777 errichtet.
- Marienstatue, geschaffen 1890 vom Bildhauer Alois Khun aus Vojice
- Statue des hl. Wenzel an der Schule, geschaffen 1906 von Bildhauer J. Krause aus Soběšice
- sandsteinernes Kruzifix am Dorfplatz, ein Werk von K. Kofránek aus Vojice aus dem Jahre 1897
- TV-Sendeturm Kamilovský vysílač auf der Kuppe "Na pískách" im Osecký les